# Lonesome Rider
"Lonesome Rider" er en single fra det danske heavy metalband Volbeat. Den blev udgivet den 31. oktober 2013, og er taget fra gruppens femte studiealbum, Outlaw Gentlemen & Shady Ladies, der blev udgivet i april 2013. Sangen blev også udgivet som b-side til sangen Doc Holliday i efteråret 2014. "Lonesome Rider" er en duet mellem Volbeats forsanger Michael Poulsen og Sarah Blackwood fra Walk off the Earth.

## Baggrund
"Lonesome Rider" blev skrevet i 2012 af forsangeren Michael Poulsen og guitarist Rob Caggiano. Musikalsk kombinerer sangen metal med country- og westernmusik. Som gæstesanger på nummeret deltog Sarah Blackwood fra det canadiske band Walk off the Earth, og Jakob Øelund spillede kontrabas. Poulsen har i et interview med onlinemagasin Ultimate Guitar, at han normalt ikke bryder sig om hvide sangerindes stemmer, da de for det meste lyder ens, og at han i højere grad foretrækker sorte sangeres stemmer når det kommer til vokal.
Der blev indspillet en musikvideo til sangen, hvor både Poulsen og Blackwood medvirker. Den blev filmet i sort-hvid, og Poulsen som døden og Blackwood, som transporterer en kiste på en vogn. Jakob Printzlau aka. Plastic Kid instruerede den og skrev manuskriptet til videoen. Singlen blev udgivet 28. oktober 2013 Vertigo Records. Den 19. april 2014 udgav Spinefarm Records den i Storbritannien som en 10" single i anledning af Record Store Day, hvor den var b-side til sangen "Doc Holliday". Singlen blev udgivet i vinyl og udkom kun i et begrænset oplag på 500 eksemplarer.

## Modtagelse
For Katrin Riedl fra det tyske blad Metal Hammer skrev at "Lonesome Rider" var et af højdepunkterne på albummet. Ifølge Heiko Eschenbach fra online magasinet Metal.de  var "Lonesome Rider" uspektakulært forsøg på at lave en country-rocksang i Nashville-stil. Sangen nåede nummer otte på Hitlistens Track Top-40. I marts 2014 havde singlen solgt guld i Danmark.

## Spor
| #  | Titel                                        | Længde |
| -- | -------------------------------------------- | ------ |
| 1. | "Lonesome Rider" (featuring Sarah Blackwood) | 4:06   |

## Medvirkende
- Michael Poulsen – vokal, rytmeguitar
- Rob Caggiano – leadguitar
- Anders Kjølholm – basguitar
- Jon Larsen – trommer

### Gæstemusikere
- Sarah Blackwood - vokal
- Jakob Øelund - kontrabas